# Léon-Paul Ménard
Léon-Paul Ménard, né le 4 février 1946 à Châteaugiron (Ille-et-Vilaine) et mort le 11 octobre 1993 à Laillé (Ille-et-Vilaine), est un coureur cycliste français. Il est professionnel de 1970 à 1972.  Il fait par la suite une carrière en tant que pompier à Rennes où il est gradé[réf. souhaitée].

## Biographie
En 1969, il est vainqueur du Tour de la Manche, ainsi que d'une épreuve à Querrien. La même année, le 26 août, il participe au Grand Prix de Plouay et termine troisième. 
En 1970 et 1971, il est dans l'équipe Fagor-Mercier-Hutchinson avec entre autres Raymond Poulidor, Cyrille Guimard. Le 22 mars 1970, il participe au Critérium national et termine 55e. L'année suivante, le 22 mars également, il terminera 38e. Le 2 octobre 1971, il arrive 77e de Paris-Tours. 
En 1972, le 12 juin, il termine troisième à la course Pommerit-le-Vicomte. Cette même année, il participe au Tour de France dans l'équipe Gitane avec le maillot numéro 119 et est 84e au classement général à 2 heures 48 minutes 41 secondes du vainqueur. Le 24 septembre, il termine deuxième de la course de Rieux à 2 secondes du vainqueur, le Néerlandais Jan Janssen. Le 1er octobre, il participe une nouvelle fois au Paris-Tours et se place 59e à l'arrivée. 
En 1973 et 1974, Léon-Paul Ménard rentre au club V.C. Rennes. 
Ses funérailles furent médiatisées par la retransmission à la télévision (France 3), les journaux régionaux et en présence de personnalités dont entre autres Edmond Hervé (maire de Rennes à l'époque), les hauts gradés des pompiers et de la police de Rennes, des journalistes, des coureurs cyclistes professionnels, membres du Gouvernement français, alors que par modestie, il désirait des funérailles discrètes.[réf. nécessaire]

## Palmarès
- 1967
  - Champion de Bretagne des sociétés
- 1968
  - Champion de Bretagne[3]
  - Triomphe breton[3]
- 1969
  - Tour de la Manche
  - Champion de Bretagne amateur[3]
  - 1re étape des Quatre Jours de Vic-Fezensac
  - 4e étape de la Route de France[3]
  - 3e du Grand Prix de Plouay

## Résultats sur les grands tours

### Tour de France
- 1972 : 84e

### Tour d'Espagne
- 1970 : abandon[4]